# Вітторія Алеотті

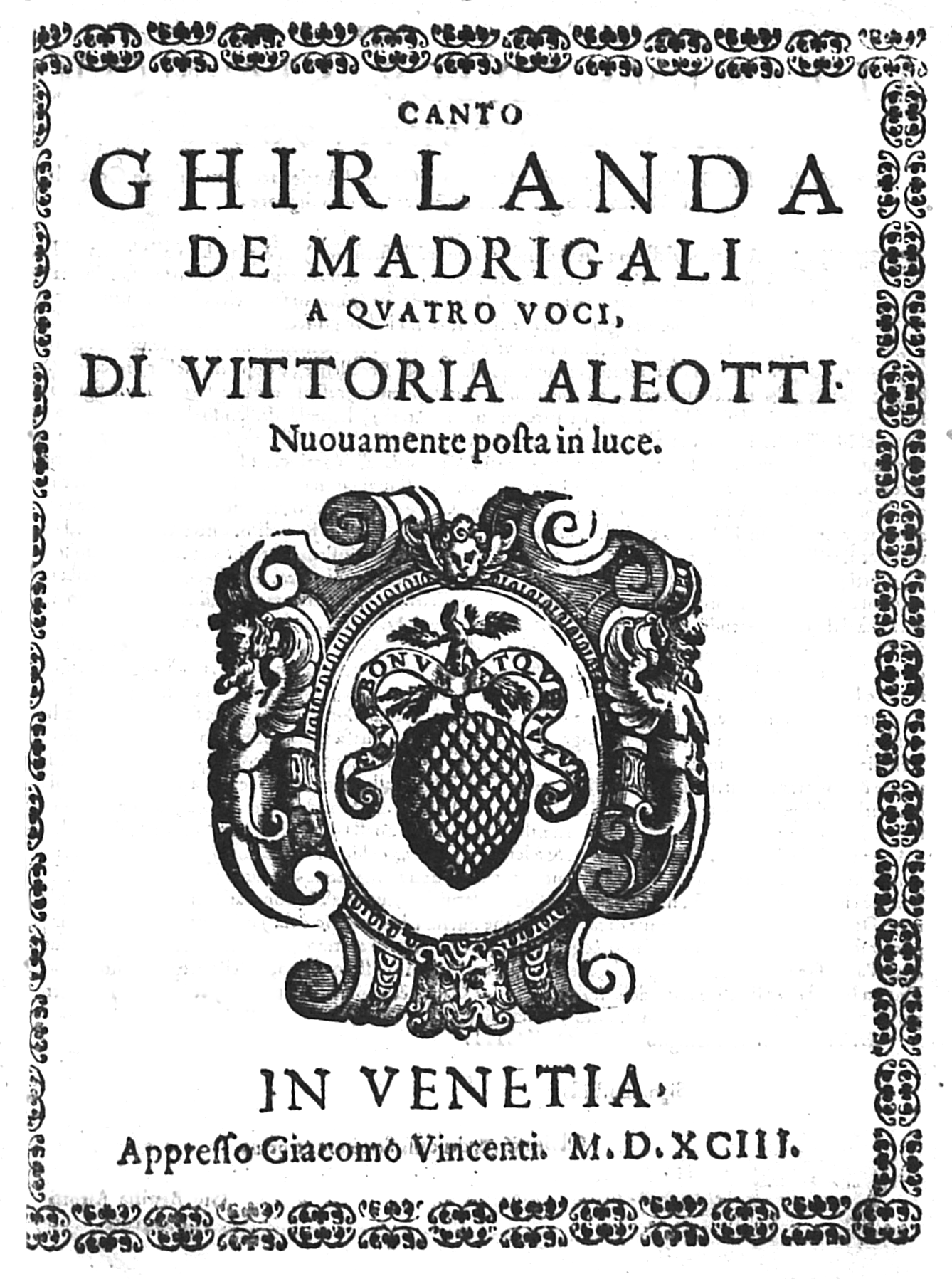
Титульний аркуш «Ghirlanda de Madrigali» (1593)

Вітторія Алеотті (італ. Vittoria Aleotti; ймовірно, після постригу взяла ім'я Раффаелла (Raffaella Aleotti); бл. 1575, Феррара — після 1620, Феррара) — італійська черниця-августинка, органістка й композиторка.

## Біографія
Вітторія була другою із п'яти дочок архітектора Джованні Баттиста Алеотті (1546-+1636). У дитинстві в дівчинки проявилися незвичайні здібності до музики і співу. Під керівництвом Ерколе Пасквіні навчалася музичній грамоті, й у вісім років уже писала музичні композиції, що відрізнялися оригінальністю.
В ту епоху монастир Augustin de Saint Vito в Феррарі був чимось на кшталт консерваторії; Пасквіні порадив батькам віддати туди Вітторію для продовження музичної освіти. Дівчинка так полюбила бувати в монастирі на самоті, що в 14 років відмовилася його покинути і прийняла постриг, незважаючи на незгоду рідних. Пізніше, у 1636—1639 роках, стала настоятелькою цього монастиря.

## Видання
З творів її молодості батько вибрав 21 п'єсу і, разом із текстом Гваріні, видав у Венеції під назвою «Ghirlanda de Madrigali» (1590).